# Eduard Gargitter (Politiker, 1928)
Eduard Gargitter (* 2. Juni 1928 in Monza; † 28. Dezember 2021 in Hellmonsödt) war ein österreichischer Politiker (SPÖ) und Elektriker. Er war von 1979 bis 1990 Mitglied des Bundesrates und von 1973 bis 1979 Gemeinderat in Linz.

## Ausbildung und Beruf
Gargitter besuchte von 1934 bis 1939 die Volksschule in Calvisano und übersiedelte danach mit seiner Familie nach Oberösterreich. Er setzte seinen Schulbesuch danach von 1940 bis 1941 an der Volksschule in Stadl-Paura fort. Er wechselte danach von 1941 bis 1944 zum Schulbesuch an die Hauptschule in Lambach und wurde danach ab 1945 zum Kriegsdienst eingezogen, wobei er während des Zweiten Weltkrieges ein halbes Jahr als Luftwaffenhelfer und des Weiteren beim Reichsarbeitsdienst eingesetzt wurde. Danach erlernte er den Beruf des Elektroinstallateurs und besuchte von 1947 bis 1950 die Berufsschule. In der Folge war Gargitter von 1950 bis 1955 als Kühlanlagenmechaniker beschäftigt. Er wechselte im Jahr 1955 in den Dienst der Chemie AG Linz, wobei er bis 1964 als Meß- und Regelmechaniker arbeitete und zwischen 1957 und 1959 den Werkmeisterabendlehrgang für Elektrotechnik absolvierte. Ab 1964 war er als Betriebsrat freigestellt, im Dezember 1989 schied er aus dem Betrieb aus und ging in Pension.

## Politik und Funktionen
Gargitter engagierte sich ab 1966 als Arbeiterbetriebsratsobmann der Chemie Linz AG und übernahm noch im selben Jahr die Funktion des Zentralbetriebsratsobmann-Stellvertreter der Chemie Linz AG. Er stieg 1968 zum Zentralvorstandsmitglied der Chemiearbeitergewerkschaft auf und war in der Folge auch Landesvorsitzender der Oberösterreichischen Chemiearbeiter. Des Weiteren wirkte er von 1977 bis 1989 als stellvertretender Vorsitzender des Bundesvorstandes der Chemiearbeiter und war von 1974 bis 1989 Kammerrat der Kammer für Arbeiter und Angestellte für Oberösterreich. Sein erstes politisches Mandat hatte Gargitter zwischen 1973 und 1979 als Gemeinderat in Linz inne, danach war er vom 25. Oktober 1979 bis zum 11. Dezember 1990 Mitglied des Bundesrates. Nach seinem Ausscheiden aus dem Bundesrat war Gargitter von 1991 bis 1997 Vorsitzender des Pensionistenverbandes des Bezirkes Linz-Stadt.

## Auszeichnungen
- 1985: Großes Ehrenzeichen für Verdienste um die Republik Österreich[2]
- 1991: Großes Silbernes Ehrenzeichen für Verdienste um die Republik Österreich[3]